# Přibyslav (okres Náchod)
Obec Přibyslav (německy Prenzlau) se nachází v okrese Náchod v Královéhradeckém kraji. Žije zde 205 obyvatel.

## Historie
První písemná zmínka o vesnici pochází z roku 1358.

## Přírodní poměry
Podél východní hranice katastrálního území teče řeka Metuje. Údolní svah nad řekou je součástí přírodní rezervace Peklo u Nového Města nad Metují.